# Asesinato de Shani Louk
Después de la masacre del festival de música de Reim, la influencer germano-israelí Shani Nicole Louk (en hebreo: שני ניקול לוק) fue secuestrada y posteriormente, hallada sin vida. El evento se hizo notorio cuando un vídeo fue ampliamente compartido poco después del ataque, mostrando su cuerpo desfilando por las calles de Gaza por militantes del grupo Hamás en la parte trasera de una camioneta. Descrito por expertos en seguridad y comentaristas como «propaganda de Hamás» en las redes sociales, se convirtió en uno de los primeros vídeos virales de la guerra entre Israel y Gaza que se desató el 7 de octubre de 2023. Su caso recibió mayor atención después de que su madre, quien posteriormente dijo que había recibido información de que Louk estaba viva y en un hospital de Gaza, pidió ayuda al gobierno de Alemania.
Según las autoridades alemanas, Louk figuraba entre los ciudadanos alemanes tomados como rehenes durante la guerra entre Israel y Gaza. El 30 de octubre de 2023, las Fuerzas de Defensa de Israel informaron a Ricarda, la madre de Louk, que el ADN de su hija fue identificado en un fragmento de cráneo en el lugar de la masacre en Reim, lo que sugiere que ya había muerto horas después del ataque de Hamás.

## Shani Nicole Louk
Shani Louk nació el 7 de febrero de 2001 en Israel, de padre israelí y madre alemana. Su madre, Ricarda Louk, que había vivido en la ciudad alemana de Ravensburg, se mudó a Israel a principios de la década de 1990. Louk y su familia se mudaron posterior a la ciudad estadounidense de Portland (Oregón) en los años 2000, y ella asistió al jardín de infantes en la Academia Judía de Portland. Era residente de Tel Aviv, donde trabajó como tatuadora independiente, y también tenía seguidores como creadora de contenido en Instagram. Según la tía de Louk, obtuvo una exención del servicio militar como rechazada por las FDI, supuestamente facilitada por su doble ciudadanía.

## Homicidio y exhibición del cuerpo

### Eventos durante la masacre en el Festival de música Nova
El 7 de octubre, como componente de la incursión inicial en el conflicto entre Israel y Hamás, militantes de Hamás cruzaron a Israel desde la Franja de Gaza, en donde cometerían una masacre en el festival de música Supernova Sukkot Gathering. El evento fue un festival de trance psicodélico al aire libre, coincidiendo con el Sucot, una festividad judía, que tuvo lugar en el desierto occidental de Néguev, aproximadamente a 5 km (3,1 millas) de la barrera Gaza-Israel, cerca del kibutz Reim.
Louk estaba en el festival acompañada de su novio, un ciudadano mexicano. Después de que sonó la alarma de advertencia de cohetes de color rojo, y comenzó el ataque, habló por teléfono con su madre y le dijo que había pocos lugares donde esconderse y que intentaría encontrar uno. Lamentablemente, la mataron mientras intentaba llegar a un lugar seguro, pero sería reportada como desaparecida en ese momento.

## Vídeo viral
El día del ataque, apareció un vídeo que mostraba el cuerpo de Louk, parcialmente vestida, con una herida importante en la cabeza y sangre en el cabello, desfilando por las calles de Gaza en la parte trasera de una camioneta , mientras el pueblo palestino vitoreaba su llegada . El vídeo se volvió viral, convirtiéndose en uno de los primeros virales desde el conflicto. También se tomaron fotografías de Louk en la parte trasera de la camioneta y circularon en Internet.
Según los expertos en seguridad entrevistados por la Agence France-Presse, la difusión del vídeo, junto con otros que muestran a civiles muertos o capturados, tiene el carácter de propaganda deliberada y sofisticada destinada a inducir sentimientos de «impotencia, parálisis y humillación» en la población, y que la propagación viral de dichos materiales provoca la amplificación de narrativas deseables para Hamás. A pesar de que Hamás está prohibido en X como organización terrorista, algunos de sus vídeos de propaganda han circulado allí después de ser retransmitidos de una plataforma a otra. Los periodistas discutieron como uno de esos vídeos el que muestra a Louk; junto con otros contenidos relacionados con Hamás compartidos, llevó a la Comisión Europea a advertir al propietario de X, Elon Musk, sobre permitir la difusión de contenidos ilegales, y luego, el 12 de octubre, a iniciar una investigación. contra la plataforma por difusión de «contenido violento y terrorista» y otras formas de contenido ilegal.[cita requerida]
En una columna del The New York Times, Nicholas Kristof analizó el vídeo como un ejemplo de las causas del trauma y la ira experimentadas dentro de las comunidades judías después de los ataques.

## Campaña de la familia
Desde el principio, hubo informes de los medios que informaron que Louk había sido asesinada y describieron el vídeo como que mostraba su cuerpo sin vida. Según The Times of Israel, «parecía probable en ese momento que Shani Louk ya no estuviera viva». Los miembros de la familia de Louk creían que todavía estaba viva, y su madre, Ricarda Louk, pidió ayuda al gobierno alemán. La madre dijo que había recibido información de un amigo de la familia en la Franja de Gaza de que su hija Shani estaba recibiendo tratamiento en algún hospital de Gaza por una lesión grave en la cabeza y se encontraba en estado crítico. Un informe posterior de Human Rights Watch afirmó que la familia creía, basándose en las imágenes, que Louk había sufrido una lesión grave en la cabeza. Ricarda también recibió una notificación bancaria de que la tarjeta de crédito de Shani había sido utilizada el 8 de octubre cerca del Hospital Indonesio en Gaza.
El 13 de octubre, la ministra de Asuntos Exteriores alemana, Annalena Baerbock, visitó Israel para reunirse con la señora Ricarda y familiares de secuestrados con ciudadanía alemana. Después de la reunión, Ricarda habló en una conferencia de prensa diciendo que los germano-israelíes recibirán apoyo de Alemania y que el gobierno alemán es «realmente serio» y «trata de encontrar soluciones». Baerbock afirmó que Alemania está «en comunicación con todos los actores que tienen contacto con Hamás» para enviar el mensaje de que los rehenes deben ser liberados.  Los miembros de las familias, incluido Louk, se reunieron posteriormente con el canciller Olaf Scholz durante su visita de solidaridad a Israel el 17 de octubre. Las autoridades alemanas habían contado a Louk como uno de sus ciudadanos tomados como rehenes durante la guerra, y muchos creían erróneamente que había sido secuestrada. Sus amigos y familiares participaron en una campaña pública para influir en el gobierno para que tratara el rescate de rehenes durante la invasión de la Franja de Gaza como la máxima prioridad.

## Confirmación de muerte
El 30 de octubre de 2023, los gobiernos de Alemania e Israel confirmaron su muerte. Los examinadores forenses encontraron la parte petrosa del hueso temporal de su cráneo en el lugar del festival, con su ADN. El desprendimiento de este hueso es indicativo de muerte, según el Instituto Forense Abu Kabir. Israel considera que fue asesinada antes de que su cuerpo fuera transportado a Gaza. El resto de su cuerpo no ha sido encontrado.
En respuesta a la nueva información, la revista alemana Focus escribió que se hizo seguro que fue asesinada durante la masacre. El 31 de octubre de 2023, un testigo de la masacre dijo en el programa de entrevistas de ARD, hart aber fair, que la vio en el recinto del festival, herida en la cabeza y sangrando, y que creía que estaba muerta.